# Bernard Brogan
Pour les articles homonymes, voir Brogan.
Bernard Brogan en anglais, ou Bearnard Ó Brógáin en irlandais (né le 3 avril 1984 à Dublin dans la province du Leinster) est un joueur Irlandais de Football gaélique, il évolue au poste d'ailier gauche et dispute les compétitions inter-comtés sous les couleurs de Dublin, il joue également pour le club de St Oliver Plunkett’s.
Bernard Brogan est issu d'une famille très impliquée dans les sports gaéliques et dans le club de St Oliver Plunkett's pour lequel il joue en compagnie de ses deux autres frères, Paul et Alan Brogan, son oncle fut également footballeur pour le comté de Dublin, son cousin James évolue au plus haut niveau, enfin son père Bernard senior (surnommé Bernie) remporta deux All Ireland en 1976 et 1977.
La mère de Brogan, Marie, est originaire du Comté de Kerry, et fut présentée à son père par l'ancien joueur de Kerry, Jimmy Deenihan (TD)  aujourd'hui ministre des Arts et de la Culture gaélique.
Bernard Brogan conserve un lien assez fort avec le comté de Kerry, dans lequel il passa une partie de son enfance ainsi que la quasi-totalité de ses vacances scolaires.
Il est le deuxième joueur de football gaélique le plus suivi sur Tweeter après Paul Galvin et devant Michael Murphy.
Brogan exerce la profession de comptable en tant que stagiaire pour la société RSM Farell Grant Sparks.

## Carrière de joueur

### En club et université
Bernard, comme la plupart des autres membres de sa famille a fréquenté le St.Declan's College de Navan road, situé à Blanchardstown dans la banlieue ouest de Dublin, c'est dans cet établissement ainsi qu'avec le club de St.Oliver Plunkett's qu'il s'initie au football gaélique.
Il connait ses premiers succès en 2006, avec l'université de la ville de Dublin il remporte la Sigerson Cup, une compétition universitaire, inscrivant un point contre l'université Queen's de Belfast en finale.
En 2007, il remporte le championnat de Dublin avec Plunkett's face à l'équipe de St.Vincent's (2-13/1-07).

### Minor et moins de 21 ans
Bernard Brogan n'a jamais véritablement brillé dans les catégories d'âge inférieures, en raison de blessures à répétition, il est souvent barré par des joueurs plus talentueux dans sa génération. Il fait tout de même partie de l'effectif des "dubs" vainqueurs du All Ireland U21 en 2003 et du championnat U21 du Leinster 2005, sans y jouer un rôle déterminant.
Bernard joue également au Hurling jusque dans les catégories minor avec Dublin.

### Senior
Il fait ses débuts seniors en inter-comté en 2007, inscrivant son premier point contre Fermanagh en NFL.  
Le 3 juin 2007, il joue ses premières minutes en championship lors du quart de finale de Leinster contre Meath, avant de connaitre sa première titularisation face à Offaly en demi-finale.
A nouveau titulaire en finale de province contre Laois, il inscrit ses premiers points (1 but et 1 point) à l'occasion de la victoire de Dublin, remportant ainsi son premier titre de champion du Leinster.
Il sera nommé dans la pré-sélection pour l'équipe All-star de l'année 2007 en compagnie de son frère Alan.
En 2008, il gagne la O'Byrne Cup avec Dublin, inscrivant 7 points lors de la victoire en finale sur Longford.
L'année suivante, Bernard Brogan joue un rôle majeur dans le titre de champion du Leinster remporté par Dublin, mais s'incline contre Kerry en quart de finale du All-Ireland.
Il effectue sa première année pleine en 2010, inscrivant 3 buts et 42 points au total (deuxième meilleur marqueur derrière John Doyle), s'inclinant pour un petit point en demi finale du All-Ireland contre Cork, il est récompensé par un award et une sélection dans l'équipe All-star pour la première fois de sa carrière, remportant également le titre de meilleur joueur de l'année 2010.
En 2011, il décroche la consécration suprême avec Dublin, vainqueur de la Sam Maguire Cup pour la première fois depuis 1995 après une courte victoire en finale sur le grand rival Kerry (1-12/1-11). Bernard inscrit six points lors de cette finale.
La campagne 2012 est frustrante pour les Dublinois qui s'inclinent en demi-finale contre Mayo (0-16/0-19), Bernard Brogan ratant un face à face décisif face au gardien de Mayo, David Clarke, et malgré ses 6 points, ce match est une énorme déception personnelle pour lui.
En 2013, Brogan ajoute une ligne à son palmarès en remportant la première NFL de sa carrière, (la première pour Dublin depuis 1993). 
Le 22 septembre 2013, il inscrit 2 buts et 3 points en finale du All-Ireland lors de la victoire de Dublin face à Mayo (2-12/1-14), il est élu homme du match de la finale par l'émission référence de la GAA, the Sunday Game sur RTE.

## Palmarès
Collectif
- 7 Leinster Senior Football Championship (2006, 2007, 2008, 2009, 2011, 2012, 2013)
- 2 O'Byrne Cup (2007, 2008)
- 1 Sigerson Cup avec (DCU) (2006)
- 2 All-Ireland Senior Football Championship (2011, 2013)
- 1 Ligue nationale de football gaélique (2013)
- 1 All-Ireland U21 Football Championship (2003)
- 1 Leinster Under-21 Football Championship (2005)
- 1 Dublin AFL Division 1 avec (St Oliver Plunkett's) (2007)
- 1 Dublin AFL Division 2 avec (St Oliver Plunkett's) (2006)
- 1 Kildare U21 Championship avec (National University Maynooth) (2003)
- 1 U21 'B' Hurling Championship (2004)
- 1 U21 'B' Football Championship (2004)

Individuel
- 3 All Stars Award (2010, 2011, 2013)
- 1 All Stars Footballeur de l'année (2010)
- 1 Texaco Footballeur de l'année (2010)
- 1 GPA Footballeur de l'année (2010)
- 1 Opel GPA joueur du mois en aout (2010)
- 1 joueur de l'année du journal "The Star" (2010)
- 1 joueur de la finale de l'émission "The Sunday Game" (2013)